# Parafia św. Mikołaja Biskupa w Dubinie
Parafia Świętego Mikołaja Biskupa w Dubinie – rzymskokatolicka parafia w Dubinie, należy do dekanatu jutrosińskiego archidiecezji poznańskiej. Została utworzona w 1285. Mieści się pod numerem 1. Parafię prowadzą księża diecezjalni.